# Tareq Al Suwaidan

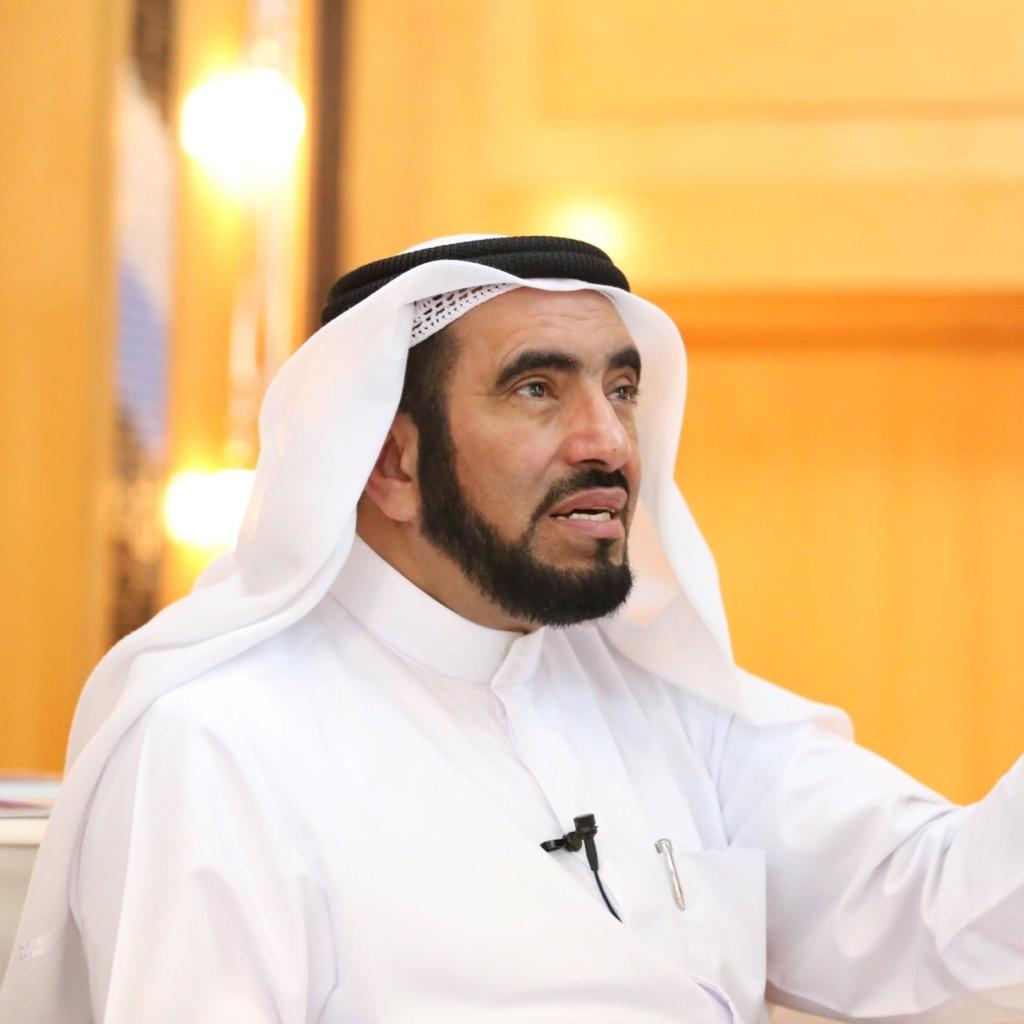
Tareq Al Suwaidan in 2019

Scheich Tareq Mohammed Al-Suwaidan (arabisch طارق السويدان, DMG Ṭāriq as-Suwaydān; * 1953 in Kuwait) ist ein kuwaitischer islamischer Autor, Redner und Unternehmer. Laut dem Forbes Magazin steht Al-Suwaidan mit einem geschätzten Nettoeinkommen von 1 Million Dollar an zweiter Stelle unter den islamischen Rednern in der muslimischen Welt. 2022, 2023 und 2024 zählte er zu den 500 einflussreichsten Muslimen in der Auflistung des Prinz-al-Walid-bin-Talal-Zentrum für muslimisch-christliche Verständigung der Georgetown University und des Royal Islamic Strategic Studies Centre.
Er hat zahlreiche religiöse, geschichtliche und managementbezogene Bücher geschrieben, und mehrere seiner Publikationen wurden ins Englische und Französische übersetzt.

## Kindheit und Ausbildung
Al-Suwaidan wurde in seiner Jugend in den klassischen islamischen Wissenschaften unterrichtet und lebte und studierte ab dem Alter von 17 Jahren in den Vereinigten Staaten, wo er auch 20 Jahre lang blieb. Er schloss die High School ab und erwarb 1975 an der Penn State University einen Bachelor of Science in Petroleum and Natural Gas Engineering. Er erwarb einen Master of Science und promovierte 1990 in Petroleum Engineering an der University of Tulsa.

## Medien und Management
Al-Suwaidan ist eine TV-Persönlichkeit, der zahlreiche Sendungen über islamische Themen konzipiert und produziert hat. Seine Sendungen wurden im kuwaitischen Fernsehen, First Channel, Space Channel und MBC ausgestrahlt.
Al-Suwaidan war früher Geschäftsführer von Al-Resalah Satellite TV, dem Unternehmen des saudischen Geschäftsmanns Prinz Al-Waleed bin Talal. Im August 2013 entließ Prinz Talal Suwaidan wegen seiner Rolle als Führer der Muslimbrüderschaft in Kuwait. Prinz Talal schrieb auf seinem Twitter-Account, er habe Tarek Al-Suwaidan entlassen, „weil er zugegeben hat, dass er der Bruderschaftsbewegung angehört“
Im Jahr 2014 untersagten die saudischen Behörden den Verkauf der Bücher von Al-Suwaidan und Salman al-Ouda, in Saudi-Arabien. Zuvor wurde ihm auch die Teilnahme an der Pilgerfahrt nach Mekka untersagt.

## Initiativen im Bildungsbereich
Al-Suwaidan war einer der Gründer der American Creativity Academy in Kuwait, einer privaten Einrichtung, die eine amerikanische Schulausbildung anbietet, die sich an islamischen Werten orientiert.
Er ist auch einer der Gründer der Advanced Generations School (AGS) in Saudi-Arabien, einer „kanadischen Schule mit islamischer Orientierung“. Die Schüler lernen Englisch nach dem kanadischen Lehrplan und nehmen auch an islamischen und arabischen Kursen teil.
Er ist auch Mitbegründer der Etqan Global Academy (EGA) in Katar, einer akkreditierten International Baccalaureate (IB)-Schule (PYB), die auf einem 60 000 Quadratmeter großen Gelände in Al Kheesa errichtet wurde.

## Veröffentlichungen
Al-Suwaidan ist der Autor von 54 Büchern, von denen sein bekanntestes Iidad Alkada (Die Ausbildung von Führungspersönlichkeiten) ist. Seine Audioreihe Qasas al Anbiyaa (Geschichten der Propheten) ist das meistverkaufte islamische Album der Welt. Darüber hinaus haben über 3,4 Millionen Zuhörer seine Vorträge auf der islamischen Rundfunk-Website „Islamway“ heruntergeladen. Mehrere seiner Bücher sind auch ins Englische und Französische übersetzt worden.

### Werke (Auswahl)
- Great Women in Islam. Kindle 2013, ISBN 978-1-4903-0992-7.
- Imam Abu Hanifa An-Nu'man (= The Illustrated Series. Book 4). Kindle 2019.
- The Illustrated History Of Islam. Kindle 2019.
- IImam Malik (= The Illustrated Series. Book 3). Kindle 2019.
- Imam Al-Shafi′i (= The Illustrated Series. Book 2). Kindle 2019.

## Meinungen und Einstellungen
Al-Suwaidan ist ein starker Befürworter der Frauenrechte im Nahen Osten und hat an den Doha-Debatten teilgenommen, wo er sich für die politischen und sozialen Rechte der Frauen aussprach. Er sprach sich gegen Zwangsehen aus und bezeichnete sie als "unislamisch" Während einer Diskussion mit Tim Sebastian bei den Doha Debates erklärte er: "Frauen und Männer sind gleichberechtigt. Das ist die Grundlage der Scharia, das ist die Grundlage des islamischen Rechts. Nun ist es aber so, dass wir in den letzten 400 oder 500 Jahren rückständig waren, wir waren besetzt, und die Tradition hat unsere Gesellschaft beherrscht, und einige Leute vermischen die Scharia mit dem Islam und der Tradition, und so stellen sie im Namen des Islam die Frau schlechter." Außerdem sagte er "Ich bin für die Beteiligung von Frauen am gesellschaftlichen Aufbau und dafür, dass sie alle Ämter bekleiden können, einschließlich das Amt des Präsidenten eines Landes. Dies sind meine religiösen Ansichten und ich verstecke sie nicht.
Im November 2014 wurde Al-Suwaidan von der belgischen Regierung die Teilnahme an einer muslimischen Messe in Brüssel aufgrund der in dieser Predigt gemachten Äußerungen untersagt. Auf seinem Twitter-Account schrieb Al-Suwaidan: „Auf Druck der zionistischen Lobby hat die belgische Regierung beschlossen, mir die Einreise zu verweigern, obwohl ich ein gültiges Visum besitze.“ Er behauptet, der Grund für die Einreiseverweigerung sei seine „offene Haltung gegenüber dem Zionismus und den barbarischen Verbrechen der israelischen Besatzung“.

## Spannungen mit den arabischen Staaten des Persischen Golfs
Im November 2012 erklärte ein Polizeibeamter der VAE, dass in den VAE verhaftete Verdächtige mit kuwaitischen Mitgliedern der Muslimbruderschaft zusammengetroffen seien, die „Mentoren anderer Gruppen“ seien. Er sagte: „Sie halten Kurse ab und lehren ihre Mitglieder, wie sie handeln und Widerstand leisten können, wie etwa Tareq Al-Suwaidan. Seine regierungskritische Haltung ist sehr deutlich.“
Im Oktober 2013 twitterte Al-Suwaidan, dass ihm die Teilnahme an der kleineren Umrah-Pilgerfahrt in Saudi-Arabien untersagt wurde, und erklärte: „Mir wurde die Einreise nach Saudi-Arabien allein wegen meiner Ansichten und meiner Position gegen den Putsch in Ägypten untersagt, und ich sage, dass meine Liebe zu Saudi-Arabien und seinem Volk ungerührt ist und dass Ideen [niemals] untersagt werden können.“ Im Jahr 2020 brachte die saudische Regierung eine Person vor Gericht, die beschuldigt wurde, ein Buch über die Geschichte Palästinas von Al-Suwaidan erworben zu haben.

## Popularität
Hunderte von arabischen und englischen Reden von Al-Suwaidan sind auf YouTube zu finden, wo Ausschnitte aus seinen Auftritten in arabischen Fernsehsendern sowie Reden im Nahen Osten und im Westen zu sehen sind.